# Tlogopragoto
Tlogopragoto is een bestuurslaag in het regentschap Kebumen van de provincie Midden-Java, Indonesië. Tlogopragoto telt 1662 inwoners (volkstelling 2010).